# Église Saint-Martin du Charmel
L'église Saint-Martin du Charmel est une église située à Le Charmel, en France.

## Localisation
L'église est située sur la commune de Le Charmel, dans le département de l'Aisne.